# Gemünden (Felda)
Pour les articles homonymes, voir Gemünden.
Gemünden est une municipalité allemande située dans le land de la Hesse et l'arrondissement de Vogelsberg.

## Source
- (de) Cet article est partiellement ou en totalité issu de l’article de Wikipédia en allemand intitulé « Gemünden (Felda) » (voir la liste des auteurs).